# Sainte-Geneviève (Seine-Maritime)
Sainte-Geneviève (auch Sainte-Geneviève-en-Bray) ist eine französische Gemeinde mit 260 Einwohnern (Stand 1. Januar 2022) im Département Seine-Maritime in der Region Normandie. Sie gehört zum Arrondissement Dieppe und zum Kanton Neufchâtel-en-Bray. Die Bewohner werden Genovéfains und Genovéfaines genannt.

## Geographie
Sainte-Geneviève liegt östlich des Zentrums des Départements in der Landschaft Pays de Bray, etwa 34 Kilometer nordöstlich von Rouen und etwa 39,5 Kilometer südsüdöstlich von Dieppe. Die Canche, ein linker Nebenfluss des Arques, entspringt auf dem Gebiet der Gemeinde.
Umgeben wird Sainte-Geneviève von den Nachbargemeinden Fontaine-en-Bray im Norden, Saint-Saire im Nordosten, Beaubec-la-Rosière im Osten und Nordosten, Sommery im Süden und Südosten, Mathonville im Süden, Montérolier im Südwesten, Neufbosc im Westen und Südwesten sowie Bradiancourt im Westen.

## Bevölkerungsentwicklung

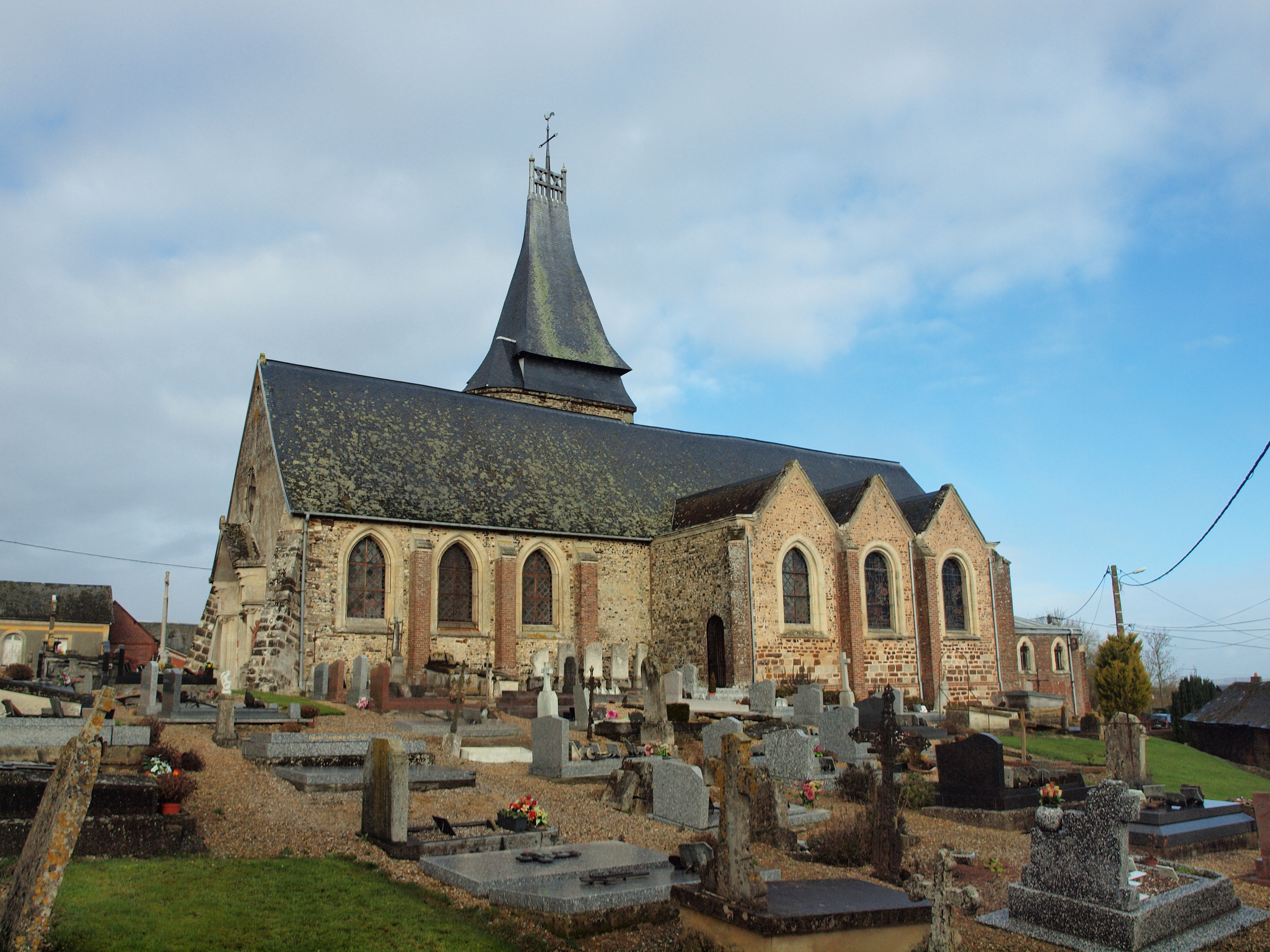
Kirche Sainte-Geneviève

| Jahr                       | 1962 | 1968 | 1975 | 1982 | 1990 | 1999 | 2006 | 2013 | 2020 |
| Einwohner                  | 433  | 435  | 348  | 307  | 253  | 251  | 277  | 294  | 269  |
| Quellen: Cassini und INSEE |      |      |      |      |      |      |      |      |      |

## Sehenswürdigkeiten
- Kirche Sainte-Geneviève aus dem 13. Jahrhundert
- Schloss Mainemare mit Park